# Encke-üstökös
Az Encke-üstökös a leggyakrabban megfigyelt üstökös, 1998-ig csaknem 50 megjelenését észlelték. Pályája erősen elnyúlt ellipszis, nagytengelye 2,2 CsE (csillagászati egység), excentricitása 0,85. A Napot 4,1 CsE-re közelíti meg. Keringési periódusa 3,3 év, vagyis az Encke-üstökös egyike a legrövidebb periódusú ismert üstökösöknek. A periódus keringésenként kb. 2,7 órával csökken, amit a magból kiáramló gázsugarak okoznak. Ezzel összefüggésben fényessége az elmúlt évszázad alatt erősen lecsökkent, magja egyre kisebbé és sűrűbbé vált. Az Encke-üstökösből kiáramló anyaghoz kötődik a Tauridák meteorraj.
Sokszor 1818-ra teszik a felfedezését, Jean-Louis Pons francia csillagász nevéhez kötve. A felfedezést azonban Pierre Méchain tette még 1786-ban. Még sokáig 1786 I Méchain volt a neve. Az Encke nevet jóval később kapta Johann Franz Enckéről, aki a rövid periódusú üstökösök pályájának kiszámításával ma is ismeretes a csillagászok között.